# Gmina zbiorowa Heemsen
Gmina zbiorowa Heemsen (niem. Samtgemeinde Heemsen) – gmina zbiorowa położona w niemieckim kraju związkowym Dolna Saksonia, w Nienburg (Weser). Siedziba administracji gminy zbiorowej znajduje się w miejscowości Rohrsen.

## Podział administracyjny
Do gminy zbiorowej Heemsen należą cztery gminy, w tym jedno miasto (Flecken):
1. Drakenburg
2. Haßbergen
3. Heemsen
4. Rohrsen